# Coqueiro do Lagamar
Coqueiro do Lagamar é um povoado do município brasileiro de Pindoretama, no litoral leste da Região Metropolitana de Fortaleza, no estado do Ceará. Pertence ao distrito de Pratiús e de acordo com o Instituto Brasileiro de Geografia e Estatística (IBGE), sua população no ano de 2010 era de 182 habitantes, sendo 101 mulheres e 81 homens, possuindo um total de 52 domicílios particulares.